# Geir Haarde
Geir Hilmar Haarde (n. 8 aprilie 1951) este un politician islandez.  Urmând anunțului demisiei fostului șef al guvernului Islandei, Halldór Ásgrímsson, din 5 iunie 2006, Geir Haarde urmează să exercite conducerea statului islandez începând cu 15 iunie 2006 .
La 26 ianuarie 2009, Geir a anunțat că partidul său și partidul Social Democrat nu vor mai continua coaliția guvernamentală. Ulterior, la 23 ianuarie 2009, Geir a anunțat că datorită unor motive de sănătate (cancer al esofagului), va demisiona din funcția de președinte al Partidului Independenței la următorul congres al partidului. În aceeași zi, a anunțat că în ziua de 9 mai 2009 vor avea loc alegeri generale și că el nu va fi un candidat.

## Biografie
Geir s-a născut în capitala țării, Reykjavík.  A obținut un bachelor's degree în Statele Unite ale Americii la Universitatea Brandeis, ca un student al unei burse de tip "Wien Scholar", terminând cu o diplomă în economie.  A obținut ulterior două masterate, unul în Relații internaționale de la School of Advanced International Studies al Universității Johns Hopkins, iar celălalt în economie de la Universitatea statului Minnesota.
Înaintea alegerii sale ca deputat în parlamentul Islandei, Althing, în 1987, Geir Haarde a fost ales să lucreze ca asistent special al ministrului islandez de finanțe, respectiv ca economist al Băncii Centrale a Islandei.
Geir a mai funcționat ca ministru de finanțe al Islandei, între aprilie 1998 și septembrie 2005 și ca ministru de externe între septembrie 2005 și iunie 2006.  Pe plan politic, Haarde este președintele Partidului Independenței (în islandeză, Sjálfstæðisflokkurinn), fiind ales fără contracandidat în octombrie 2005, ca urmare a demisionării lui Davíð Oddsson.

## Notă referitoare la nume
În Islanda, Geir Haarde este numit fie "Geir H. Haarde", sau mult mai direct "Geir", conform obiceiului islandez de a numi oamenii în special după prenumele lor, atât la adresarea directă cât și la referirea la cineva la a treia persoană.  Numele de familie "Haarde" este norvegian, fiind pronunțat /ˈhɔːrtɛ/ în Islanda.

## Criza economică
Geir Haarde este primul-ministrul unei țări europene care este judecat pentru modul în care a gestionat criza economică ca urmare a protestelor islandeze împotriva crizei financiare în urma cărora marile bănci au fost naționalizate, s-a decis să nu se plătească datoria creată în Marea Britanie și Olanda din cauza politicii lor financiare rău intenționate și s-a creat un grup apolitic din oamenii de pe stradă pentru a rescrie Constituția țării.